# Labské brody
Brody na Labi měly klíčový význam při vzniku prvních stezek. K obraně brodů vznikala na březích řek chráněná sídla, která mnohdy dala vznik budoucím městům.
Na Labi býval významný brod v dnešním Nymburce poblíž soutoku s říčkou Mrlinou. Město je v Hájkově kronice nazýváno Svinibrod, což značí, že zde byla voda tak mělká, že šlo brodit i se stády prasat. Významný brod Labe byl ve městě Poděbrady. Ještě na mapě Regni Bohemia nova et exacta descriptio (Nový a přesný popis Království českého) z roku 1619 se toto město nazývá Podiebrod. Jedním z dalších byl brod mezi Prackovicemi (Brodčici) a Libochovany, jako přípojka na Srbskou stezku z litoměřické strany.